# Nik Turley
Pour les articles homonymes, voir Turley.
Nikolas Carlyle Turley (né le 11 septembre 1989 à La Cañada Flintridge, Californie, États-Unis) est un lanceur gaucher des Twins du Minnesota de la Ligue majeure de baseball.

## Carrière
Nik Turley est choisi par les Yankees de New York au 50e tour de sélection du repêchage des joueurs amateurs en 2008. Il est le 1 502e joueur repêché sur un total de 1 504 cette année-là. Bien que les joueurs repêchés si tardivement signent rarement de contrat avec le club qui les réclame, Turley reçoit une offre étonnamment généreuse des Yankees, équivalente à celle généralement proposée aux choix de 6e ronde, et décide de l'accepter plutôt que de rejoindre, comme il avait prévu de le faire, les Cougars de l'université Brigham Young.
La longue route de Turley vers les Ligues majeures dure 10 années après la signature de ce contrat avec New York, au cours desquelles il évolue avec des clubs des ligues mineures affiliés aux Yankees (2008-2014), aux Giants de San Francisco (2015), aux Red Sox de Boston (2016) et aux Twins du Minnesota (2017), en plus de séjour dans une ligue d'hiver en République dominicaine et avec un club indépendant en 2016. Il est aussi mis sous contrat par les White Sox de Chicago après seulement deux matchs joués au camp d'entraînement de l'équipe en 2016. Au cours de ce séjour ponctué de hauts et de bas, il est notamment élu meilleur lanceur de ligues mineures de l'organisation des Yankees en 2012.
Turley amorce la saison de baseball 2017 en n'accordant qu'un seul point en 24 manches et un tiers lancées dans les mineures pour les Lookouts de Chattanooga, le club-école de niveau Double-A des Twins du Minnesota, ce qui lui vaut une promotion avec le club Triple-A de Rochester. Après un départ le 6 juin 2017 où, pour les Red Wings de Rochester, il réussit 15 retraits sur des prises aux dépens des RailRiders de Scranton/Wilkes-Barre, Turley obtient à 27 ans sa première promotion vers les majeures.
Nik Turley fait ses débuts dans le baseball majeur avec les Twins du Minnesota le 11 juin 2017 comme lanceur partant face aux Giants de San Francisco,.